# 国際計測器
国際計測器株式会社（こくさいけいそくき、英: KOKUSAI CO., LTD.）は、東京都多摩市に本社を置く、計測機器、精密機器を製造する企業である。

## 事業内容
自動車関連
バランシングマシン（動釣合い試験機）、ラボラトリー用タイヤ評価装置、自動車メーカータイヤアッセンブリーライン関連検査装置、軸歪矯正機器タイヤメーカー生産ライン関連検査装置などを製造している。
産業機器
振動計測技術を基にサポートモータ機器などの各種産業試験機器を製造している。
地震計測
気象庁検定を取得した計測震度計を製造している。感知時刻、計測震度、震度階などを検出できる。

## 沿革
- 1969年 - 東京都世田谷区に、株式会社国際機械振動研究所の関東地区代理店として、国際計測器株式会社を設立、バランシングマシン（動釣合い試験機）及び巻線試験機の販売開始
- 1974年 - 
  - 製造元である株式会社国際機械振動研究所の会社更生法適用申請により、自らバランシングマシン（動釣合い試験機）及び巻線試験機の製造開始
  - 東京都調布市に工場を新設、「KOKUSAI」ブランドのバランシングマシン（動釣合い試験機）及び巻線試験機の製造、販売開始
- 1978年 - 
  - 自動車電装用モーター製造ラインの自動化要求に応えて、全自動バランス修正システムの販売開始
  - 本社を東京都世田谷区から東京都調布市に移転
- 1979年 - 
  - トルク計の販売開始
  - 地震監視計の販売開始
- 1980年 - 「ノーマーク・ノーセンサー方式による自動位置決め方式」の特許を取得しバランシングマシン（動釣合い試験機）メーカーとしての地位を確立
- 1982年 - 全自動巻線総合試験機の販売開始
- 1983年 - 韓国営業所を開設
- 1984年 - 
  - シャフト歪自動矯正機の販売開始
  - 米国駐在員事務所を開設
- 1985年 - 東京都調布市から多摩市の現本社工場所在地に本社及び工場を新設移転
- 1986年 - 全自動プラス修正方式バランス修正システムの販売開始、昭和61年度の「通産省技術改善費補助金対象研究課題」に選ばれる
- 1987年 - 
  - 自動車エンジン用低速型クランクシャフト自動バランシングマシン（動釣合い試験機）の販売開始
  - タイヤ用全自動バランシングマシン（動釣合い試験機）を開発
  - 米国駐在員事務所を閉鎖し、現地法人KOKUSAI INC.〔現連結子会社〕を設立
- 1988年 - タイヤ用全自動バランシングマシン（動釣合い試験機）の販売開始
- 1990年 - 台湾営業所を開設
- 1991年 - タイヤ用全自動バランス修正（自動ウェイト打ち込み）装置を開発
- 1992年 - 
  - 超精密歯車噛合試験機と伝達誤差試験機を開発
  - 韓国に現地法人国際計測器株式会社（韓国）を設立
  - 中国に現地法人中国合資上海松雲国際計測器有限公司を設立
- 1994年 - 長春事務所を開設
- 1995年 -
  - 阪神淡路大震災の発生を契機に地震計を開発
  - 上海事務所を開設
  - 「震度情報ネットワークシステム整備事業」に参画し約千箇所分の地震計を受注
  - ユニフォーミティとバランスを1台で測定出来る複合試験機を開発
- 1998年 - 
  - ユニフォーミティ／バランス複合試験機の販売開始
  - 時速120km以上の速度で測定出来る高速ユニフォーミティ／バランス複合試験機を開発
  - 九州営業所を開設
- 2000年 - 
  - KOREA KOKUSAI CO., LTD.〔現連結子会社〕を設立
  - 事業拡大に伴い本社隣接地の工場を買取り、第二工場として稼働
  - 高速ユニフォーミティ／バランス複合試験機の販売開始
- 2001年 -
  - 深圳事務所を開設
  - 日本証券業協会に株式を店頭登録
  - タイヤ研究開発用の各種試験機を販売開始
- 2002年 - 
  - KOREA KOKUSAI CO., LTD．の現地生産体制を確立するため、韓国に工場を新設
  - KOKUSAI Europe GmbH.〔現連結子会社〕を設立
- 2003年 - 高技国際計測器(上海)有限公司〔現連結子会社〕を設立
- 2004年 - 
  - 株式会社ジャスダック証券取引所に株式を上場
  - タイヤ総合評価装置が2003年度の十大新製品賞（中堅・中小企業賞）に選ばれる
  - タイヤユニフォーミティ試験装置が2003年度の発明大賞（池田特別賞）に選ばれる
- 2006年 - 
  - 顧客からの要求により、従来油圧式で実施されていた自動車部品の耐久試験に対応するサーボモータを用いた電気サーボモータ式試験機を開発
  - Thai Kokusai CO., LTD.〔現連結子会社〕を設立
  - 電気サーボモータ式3軸振動試験機の販売開始
- 2007年 - 
  - 電気サーボモータ式ねじり試験機の販売開始
  - 事業拡大に伴い本社隣接地の工場を買取り、第三工場として稼働
  - 東伸工業株式会社〔現連結子会社〕及び東伸高圧技研株式会社〔平成21年8月をもって清算〕を子会社化
  - 電気サーボモータ式シート用3軸振動試験機を受注
  - 電気サーボモータ式引張/圧縮試験機の販売開始
- 2008年 - 
  - 電気サーボモータ式ステアリング耐久/性能試験機の販売開始
  - 地震シミュレーション用、包装貨物用３軸振動試験機を開発
  - ハード型バランシングマシン（動釣合い試験機）の販売開始
  - タイヤのユニフォーミティ測定とバランス測定を1セットとしたタイヤ総合検査装置の性能向上を目的としたハイスペック版タイヤ総合検査装置を販売開始
  - 松林国際試験機(武漢)有限公司〔平成26年4月をもって清算〕を中国武漢市に設立
  - 動電型2軸同時振動試験機を開発
- 2009年 - 動電型３軸同時振動試験機を開発
- 2010年 - 
  - 電気サーボモータ式衝撃試験機の販売開始
  - ジャスダック証券取引所と大阪証券取引所の合併に伴い、大阪証券取引所（ＪＡＳＤＡＱ市場）に株式を上場
- 2011年 - 
  - 大阪証券取引所ヘラクレス市場の統合に伴い、大阪証券取引所JASDAQ（スタンダード）に株式を上場
  - タイヤの凹凸を、より確実に計測できるシートレーザー式ランアウト計測システムを開発
- 2012年 - エミック株式会社との業務提携契約を締結
- 2013年 - 
  - 「震度情報ネットワークシステム再整備事業」と「高速道路向け地震計整備計画」に参画し約千箇所分の地震計を受注
  - 高能力型（14秒タクト）タイヤ用ダイナミックバランシングマシン（動釣合い試験機）を開発
  - 次世代自動車電池用3軸振動試験機を受注
  - 本社工場及び第二工場がISO9001の認証を取得
  - 第三工場を改築
  - 東伸工業株式会社を東京都品川区から東京都多摩市に移転
  - 大阪証券取引所と東京証券取引所の市場統合に伴い、東京証券取引所JASDAQ（スタンダード）に株式を上場
  - シートレーザー式ランアウト計測システムの販売開始
- 2014年 - 
  - 第三工場がISO9001の認証を取得
  - 高応答HILS対応ステアリング試験装置の販売開始
- 2016年 - 電気サーボモータ式次世代自動車搭載部品用デュアル（複合）衝撃試験機を開発
- 2017年 - 電気サーボモータ式動力循環タイヤ摩耗試験機を開発
- 2018年 - 名古屋営業所、大阪営業所がISO9001の認証を取得

## 歴代社長
- 松本繁（創業者)：1969年 - 2017年
- 松本博司：2017年 - 2021年
- 松本進一：2021年 -